# 心托冷水花
心托冷水花（学名：Pilea cordistipulata）是荨麻科冷水花属的植物，是中国的特有植物。分布于中国大陆的广西、云南、广东、贵州等地，生长于海拔1,100米至1,300米的地区，多生于山谷阴湿地，目前尚未由人工引种栽培。